# Hundpensionatet
Hundpensionatet (engelska: Hotel for Dogs) är en amerikansk film baserad på en roman med samma namn från 1971 av Lois Duncan. Filmen hade premiär 2009 och producerades av DreamWorks Pictures för Nickelodeon. Medverkar i filmen gör bland andra Jake T. Austin och Emma Roberts. 

## Handling
16 år gamla Andi (Emma Roberts) och hennes lillebror Bruce (Jake T. Austin) är föräldralösa syskon och har väldigt svårt att passa in hos de fosterföräldrar som de blir tilldelade. De senaste radarparet i fosterföräldrar är Lois och Carl (Lisa Kudrow och Kevin Dillon) som är två musiker utan något intresse alls att ta hand om barnen. När socialarbetaren Bernie (Don Cheadle) förklarar för syskonen att Lois och Carl är sista familjen som kommer att ta hand om dem som syskon inser de att de måste skärpa sig för att inte skiljas åt. För de har bara varandra och sin gemensamma hund Friday att luta sig mot. 
Den sistnämnda har de haft i hemlighet, men förstår att de måste fixa ett ordentligt hem åt honom nu när de inte kan göra hur de vill. Det är när de söker en ny bostad åt Friday som de råkar hitta ett övergivet gammalt hotell där även två andra hundar bor. Tillsammans med några jämnåriga anställda i djuraffären och grannen Mark (Troy Gentile) lyckas de förvandla det gamla hotellet till ett paradis för hundar. Här finns maskiner som matar, underhåller och motionerar hundarna automatiskt. Snart hamnar hela stadens övergivna hundar på deras hemliga "hundpensionat". Men snart kommer djurfångarna och knackar på dörren.

## Rollista
| Emma Roberts          | – Andi         |
| Jake T. Austin        | – Bruce        |
| Don Cheadle           | – Bernie       |
| Johnny Simmons        | – Dave         |
| Kyla Pratt            | – Heather      |
| Troy Gentile          | – Mark         |
| Lisa Kudrow           | – Lois Scudder |
| Kevin Dillon          | – Carl Scudder |
| Ajay Naidu            | – ACO Jake     |
| Eric Edelstein        | – ACO Max      |
| Robinne Lee           | – Carol        |
| Yvette Nicole Brown   | – Ms. Camwell  |
| Maximiliano Hernández | – Officer Mike |
| Andre Ware            | – Officer Jeff |
| Jonathan Klein        | – Evan         |

## Svenska röster
- Elina Raeder - Andi
- Axel Karlsson - Bruce
- Jacob Bergström - Mark
- Gabriel Odenhammar - Bernie
- Hedvig Lagerkvist - Lois
- Andreas Nilsson - Carl
- Nick Atkinson - Dave
- Annika Barklund - Heather
- Oscar Harryson - Jake
- Mikael Roupé - Max
- Susanne Barklund - Carol